# SF-Chem
Die SF-Chem AG (bis April 2001 Säurefabrik Schweizerhall) mit Sitz in Pratteln war bis 2008 ein international tätiger Schweizer Hersteller von chemischen Zwischenprodukten für die Pharma-, Agro- und Spezialitätenchemie. Auf die Bereiche Chlor- und Schwefelchemie spezialisiert produzierte sie in ihrem Werk in Pratteln Chlorierungs- und Sulfonierungsreagenzien. Darüber hinaus wurden auch kundenspezifische Lösungen entwickelt.
Die Aktivitäten der heute als CABB AG auftretenden ehemaligen SF-Chem AG werden am Standort in Pratteln unter dem Dach der CABB-Gruppe weitergeführt. Das Werk, in dem ausgehend von Chlor und Schwefel Reagenzien, Zwischenprodukte und höher veredelte Folgeprodukte hergestellt werden, bildet heute den grössten Produktionsstandort des CABB-Konzerns.

## Geschichte
Das Unternehmen wurde 1917 als gemeinschaftliches Produktionswerk durch Ciba, Geigy, Sandoz, Chemische Fabrik Schweizerhall und Chemische Fabrik Uetikon unter dem Namen Säurefabrik Schweizerhall gegründet. Ziel war es, den Bedarf der chemischen Industrie an anorganischen Basischemikalien zu sichern. Im Spätsommer 1918 wurde die Produktion von Salzsäure und später auch von Schwefelsäure aufgenommen. Im Verlaufe der Zeit wurde das Werk ausgebaut und das Produktsortiment ausgeweitet. Ebenfalls verschoben sich durch die Strukturveränderungen in der Pharma- und Chemieindustrie die Besitzverhältnisse, wobei sich das Unternehmen bis 2004 vollständig im Besitz Schweizer Chemieunternehmen befand.
Mit der Gründung von Clariant aus einem Spin-off der damaligen Sandoz 1995 und der Gründung von Syngenta aus einem Spin-off des Agrogeschäfts von Novartis und AstraZeneca im Jahr 2000 ging die Säurefabrik Schweizerhall in den Besitz der beiden neu entstandenen Chemieunternehmen über, wurde bei diesen jedoch nicht als Teil des Kerngeschäfts wahrgenommen. Im September 2004 veräusserten Syngenta und Clariant daher ihre Anteile von 75 bzw. 25 Prozent am zwischenzeitlich in SF-Chem umbenannten Unternehmen mehrheitlich an die Schweizer Beteiligungsgesellschaft Capvis. Diese positionierte SF-Chem zusammen mit dessen Management, das mit 15 Prozent mitbeteiligt war, als eigenständiges Unternehmen.
Im Juli 2007 wurde SF-Chem vollständig an die 2003 aus dem verselbständigten Geschäft mit chlororganischen Chemikalien des Clariant-Konzerns hervorgegangenen CABB GmbH verkauft. Aus dem Zusammenschluss entstand eine neue Unternehmensgruppe mit einem kombinierten Umsatz von damals rund 400 Millionen Schweizer Franken und 660 Mitarbeitern. In seinem letzten Geschäftsjahr als eigenständiges Unternehmen beschäftigte SF-Chem 360 Mitarbeiter und erwirtschaftete einen Umsatz von 180 Millionen Franken. Im Zuge der Integration in den CABB-Konzern wurden verschiedene Unternehmensbereiche zusammengeführt und die SF-Chem AG im September 2008 in CABB AG umbenannt.